# Cercle Sportif Don Bosco
Il Cercle Sportif Don Bosco o più comunemente CS Don Bosco è un club di calcio proveniente da Lubumbashi in Congo. Il club è stato fondato nel 1948 e gioca le sue partite casalinghe allo Stade TP Mazembe che ospita fino a 18000 persone.
Il club funge da satellite al più quotato TP Mazembe ed è di proprietà del figlio di Moise Katambu Chapwe.
Come unico successo nella sua storia ha la vittoria della Coupe du Congo nel 2012, vinta 4-0 contro l'AS Veti Club.

## Palmarès

### Competizioni nazionali
- Coupe du Congo: 1

2012

### Altri piazzamenti
- Campionato di calcio della Repubblica Democratica del Congo:

Terzo posto: 2013, 2014-2015

## Organico

### Calciatori in rosa
Aggiornato a marzo 2014
| N. |                         | Ruolo | Calciatore            |
| -- | ----------------------- | ----- | --------------------- |
| 1  | RD del Congo (bandiera) | P     | Thierry Mbala         |
| 2  | RD del Congo (bandiera) | A     | Ilunga Ngoy           |
| 3  | RD del Congo (bandiera) | D     | Tshani Mukinayi       |
| 4  | RD del Congo (bandiera) | D     | Ilunga Mabila         |
| 5  | RD del Congo (bandiera) | D     | Eric Ngoie            |
| 6  | Zimbabwe (bandiera)     | C     | Darryl Nyandoro       |
| 7  | RD del Congo (bandiera) | C     | Hervé Ndonga          |
| 8  | RD del Congo (bandiera) | C     | Kingombe Kamba        |
| 9  | RD del Congo (bandiera) | A     | Wa Kubanza Ushindi    |
| 10 | RD del Congo (bandiera) | A     | Maïsha Chavda         |
| 11 | RD del Congo (bandiera) | A     | Reagan Pembele        |
| 12 | RD del Congo (bandiera) | P     | Kabeya Ntumba         |
| 13 | Zimbabwe (bandiera)     | C     | Christopher Semakweri |
| 14 | RD del Congo (bandiera) | A     | Ilunga Kayanda        |

| N. |                         | Ruolo | Calciatore           |
| -- | ----------------------- | ----- | -------------------- |
| 15 | RD del Congo (bandiera) | D     | Godet Masongo        |
| 16 | RD del Congo (bandiera) | D     | Félékéni Bin Mulemba |
| 17 | RD del Congo (bandiera) | D     | Kazémbé Mwinkéu      |
| 18 | Zambia (bandiera)       | C     | Joseph Sitali        |
| 19 | Zambia (bandiera)       | D     | Oswald Kalamba       |
| 20 | RD del Congo (bandiera) | C     | Jerry Kambu          |
| 21 | RD del Congo (bandiera) | D     | Narlin Landu         |
| 22 | Ghana (bandiera)        | P     | Ernest Sowah         |
| 23 | Zambia (bandiera)       | A     | Luka Lungu           |
| 24 | Botswana (bandiera)     | A     | Jerome Ramatlhakwane |
| 25 | Botswana (bandiera)     | C     | Dirang Moloi         |
| 26 | Botswana (bandiera)     | C     | Phenyo Mongala       |
| 27 | RD del Congo (bandiera) | D     | Patient Mwepu        |
| 28 | Zimbabwe (bandiera)     | C     | Carrington Gomba     |